# Louis Mountbatten

wapen Louis Mountbatten

Louis Mountbatten, voluit Louis Francis Albert Victor Nicholas, 1e graaf Mountbatten van Birma, (Frogmore, 25 juni 1900 – Mullaghmore (Ierland), 27 augustus 1979) was een First Sea Lord en de laatste gouverneur-generaal van Brits-Indië.

## Biografie

### Jeugd
Mountbatten werd geboren als de tweede zoon en jongste kind van Lodewijk Alexander van Battenberg en Victoria Maria van Hessen-Darmstadt, een kleindochter van koningin Victoria. Louis was de broer van Alice van Battenberg, die in het Griekse vorstenhuis trouwde en de moeder was van prins Philip, echtgenoot van de Engelse koningin Elizabeth, en Louise Mountbatten, die koningin van Zweden werd. Zijn oudere broer was George. Zijn familie noemde hem Dickie, normaliter een afkorting van Richard, maar dat was geen van zijn namen. Koningin Victoria stelde de bijnaam Nicky voor, maar om verwarring te vermijden met Nicolaas II van Rusland, die ook de bijnaam Nicky had werd dit veranderd naar Dickie.
Zijn moeder was de oudere zus van tsarina Alexandra en bij een bezoek aan het hof in Sint-Petersburg leerde Louis zijn Russische familie beter kennen en had een goede band met grootvorstin Maria Nikolajevna, wier foto hij altijd naast zijn bed had staan voor de rest van zijn leven.
Hij mocht zich bij zijn geboorte 'Zijne Doorluchtige Hoogheid Prins Lodewijk van Battenberg' noemen, maar in 1917 deed de gehele Britse tak van zijn familie afstand van de Duitse titels vanwege de anti-Duitse stemming in Engeland. Zijn vader veranderde de familienaam in 'Mountbatten'; Louis nam die familienaam over. Hij hield op een "Serene Highness" te zijn, maar werd als jongere zoon van een Britse markies wél Lord Louis Mountbatten genoemd.

### Carrière
Mountbatten diende in de Royal Navy tijdens de Eerste en Tweede Wereldoorlog. Hij viel op door zijn, in de ogen van zijn mede-officieren 'typisch Duitse', perfectionisme en zijn vlijt. Ook zijn familierelatie met de koning legde hem geen windeieren. Hij bekleedde veel belangrijke posities en kreeg voor zijn werk verschillende hoge onderscheidingen. Bij het begin van de Tweede Wereldoorlog werd hij commandant van een flottielje torpedobootjagers. In mei 1941 werd de torpedobootjager, de HMS Kelly, waarover hij het commando voerde, na hevige gevechten bij Kreta tot zinken gebracht. Mountbatten werd onderscheiden voor zijn moed en leidde in 1942 de Aanval op Saint-Nazaire en de desastreuze Aanval op Dieppe. Vervolgens voerde hij het commando over het Britse leger dat in Birma tegen Japan vocht.
In 1947 werd de progressief ingestelde edelman door de Labour-regering van Clement Attlee aangesteld als laatste onderkoning van India, met als opdracht Brits-Indië te begeleiden op de weg naar een snelle onafhankelijkheid in 1948. Mountbatten oordeelde echter dat de situatie in Brits-Indië zo precair was dat de onafhankelijkheid nog datzelfde jaar kwam om een burgeroorlog te vermijden. Hij sprak met moslimleider Mohammed Ali Jinnah af op 5 april 1947 om hem te overtuigen India één geheel te laten, maar Jinnah week niet af van zijn doel om een moslimstaat af te scheiden van India, het latere Pakistan. Na de onafhankelijkheid op 15 augustus 1947 bleef hij nog tien maanden in New Delhi, waar hij de eerste gouverneur-generaal werd tot juni 1948.
Mountbatten had nu alles bereikt wat een marineofficier zou kunnen bereiken, maar hij weigerde met pensioen te gaan. Na zijn terugkeer naar Engeland bekleedde hij daarom opnieuw verschillende hoge posities in de Royal Navy.
In 1952 maakte hij zijn langgekoesterde droom waar en werd hij First Sea Lord (bevelhebber van de Britse Marine). Dat was de functie waaruit zijn vader in de Eerste Wereldoorlog ten onrechte ontslagen was met het excuus dat hij te veel Duitse familieleden had. Nadat hij de marine verlaten had ging hij in het leger werken en werd hij hoofd Defensie van 1959 tot 1965.

### Huwelijk en gezin

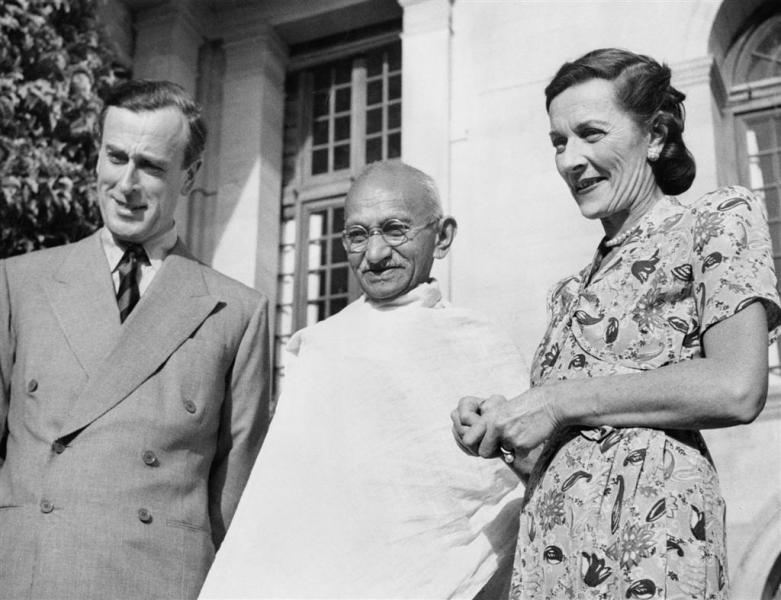
De Mountbattens met Mahatma Gandhi in 1947

Mountbatten trouwde op 18 juli 1922 met de schatrijke erfgename Edwina Cynthia Annette Ashley. Ondanks de vele affaires die beiden hadden, was het paar toegewijd aan elkaar en hadden ze een gelukkig huwelijk tot Edwina's plotselinge dood op 21 februari 1960.
Ze kregen samen twee kinderen:
- Patricia Edwina Victoria (14 februari 1924 – 13 juni 2017)
- Pamela Carmen Louise (19 april 1929)

### Dood
Mountbatten stierf op 27 augustus 1979 tijdens een vakantie in Ierland na een bomontploffing op zijn schip Shadow V. De aanslag werd opgeëist door het IRA. Nog drie anderen kwamen om het leven: Patricia's jongste zoon Nicholas (14), haar schoonmoeder Lady Doreen Brabourne (83) en Paul Maxwell (15), die als bootsman assisteerde. 
Op 23 november 1979 werd de dader, Thomas McMahon, tot levenslange gevangenisstraf veroordeeld. Hij werd in 1998 vrijgelaten na het Goedevrijdagakkoord.
Na een staatsbegrafenis en een dienst in Westminster Abbey, Londen, werd Louis Mountbatten bijgezet in Romsey Abbey, Hampshire.

## Militaire loopbaan
- Naval Cadet: 1 mei 1913[1]
- Midshipman: 15 juli 1916[1]
- Waarnemend Sub-Lieutenant: 15 mei 1918[1]
- Sub-Lieutenant: 15 januari 1919[1]
- Lieutenant: 15 april 1920[1]
- Waarnemend Lieutenant: 15 januari 1921[1]
- Lieutenant-Commander: 15 april 1928[1]
- Commander: 31 december 1932[1]
- Captain: 30 juni 1937[1]
- Rear Admiral: 2 januari 1946[1]
- Vice Admiral: 22 juni 1949[1]
- Admiral: 27 januari 1953[1]
- Admiral of the Fleet: 22 oktober 1956[1]

## Decoraties
Louis Mountbatten was, onder andere:
- 1937: drager van het Grootkruis in de Koninklijke Orde van Victoria
- 1941: lid in de Orde van Voorname Dienst
- 1943: rechtsridder in de Orde van Sint-Jan
- 1946: ridder in de Orde van de Kousenband
- 1947: ridder grootcommandeur in de Orde van de Ster van India
- 1947: ridder grootcommandeur in de Orde van het Indische Keizerrijk
- Lid in 1943, ridder commandeur in 1947 en in 1955 ridder grootkruis in de Orde van het Bad
- 1965: lid van de Order of Merit
- Army Distinguished Service Medal (Verenigde Staten)

Louis Mountbatten was ridder grootkruis in de Orde van de Nederlandse Leeuw, het Legioen van Eer en de Orde van Thiri Thudamma (grootcommandeur in de Order of Thiri Thudhamma) (Birma).

## Kwartierstaat
| Lodewijk II van Hessen-Darmstadt (1777-1848) | Lodewijk II van Hessen-Darmstadt (1777-1848) | Lodewijk II van Hessen-Darmstadt (1777-1848) | Lodewijk II van Hessen-Darmstadt (1777-1848) | Lodewijk II van Hessen-Darmstadt (1777-1848) | Lodewijk II van Hessen-Darmstadt (1777-1848) | Wilhelmina van Baden (1788-1836)           | Wilhelmina van Baden (1788-1836)           | Wilhelmina van Baden (1788-1836)           | Wilhelmina van Baden (1788-1836)           | Wilhelmina van Baden (1788-1836)              | Wilhelmina van Baden (1788-1836)              |                                               |                                               | Johan Maurits graaf Hauke (1775-1830)         | Johan Maurits graaf Hauke (1775-1830)         | Johan Maurits graaf Hauke (1775-1830) | Johan Maurits graaf Hauke (1775-1830) | Johan Maurits graaf Hauke (1775-1830) | Johan Maurits graaf Hauke (1775-1830) | Sofie Lafontaine (1790-1831)   | Sofie Lafontaine (1790-1831)   | Sofie Lafontaine (1790-1831)   | Sofie Lafontaine (1790-1831)   | Sofie Lafontaine (1790-1831)   | Sofie Lafontaine (1790-1831)   |  |  | Karel van Hessen-Darmstadt (1809-1877) | Karel van Hessen-Darmstadt (1809-1877) | Karel van Hessen-Darmstadt (1809-1877) | Karel van Hessen-Darmstadt (1809-1877) | Karel van Hessen-Darmstadt (1809-1877)       | Karel van Hessen-Darmstadt (1809-1877)       | Elisabeth van Pruisen (1815-1885)            | Elisabeth van Pruisen (1815-1885)            | Elisabeth van Pruisen (1815-1885)            | Elisabeth van Pruisen (1815-1885)            | Elisabeth van Pruisen (1815-1885)               | Elisabeth van Pruisen (1815-1885)               |                                                 |                                                 | Albert van Saksen-Coburg en Gotha (1819-1861)   | Albert van Saksen-Coburg en Gotha (1819-1861)   | Albert van Saksen-Coburg en Gotha (1819-1861) | Albert van Saksen-Coburg en Gotha (1819-1861) | Albert van Saksen-Coburg en Gotha (1819-1861) | Albert van Saksen-Coburg en Gotha (1819-1861) | Victoria van het Verenigd Koninkrijk (1819-1901) | Victoria van het Verenigd Koninkrijk (1819-1901) | Victoria van het Verenigd Koninkrijk (1819-1901) | Victoria van het Verenigd Koninkrijk (1819-1901) | Victoria van het Verenigd Koninkrijk (1819-1901) | Victoria van het Verenigd Koninkrijk (1819-1901) |  |  |  |  |  |  |  |  |  |  |  |  |  |  |  |  |  |  |  |  |  |  |  |  |  |  |  |  |  |  |  |  |  |  |  |  |  |  |  |  |  |  |  |  |  |  |  |  |
| Lodewijk II van Hessen-Darmstadt (1777-1848) | Lodewijk II van Hessen-Darmstadt (1777-1848) | Lodewijk II van Hessen-Darmstadt (1777-1848) | Lodewijk II van Hessen-Darmstadt (1777-1848) | Lodewijk II van Hessen-Darmstadt (1777-1848) | Lodewijk II van Hessen-Darmstadt (1777-1848) | Wilhelmina van Baden (1788-1836)           | Wilhelmina van Baden (1788-1836)           | Wilhelmina van Baden (1788-1836)           | Wilhelmina van Baden (1788-1836)           | Wilhelmina van Baden (1788-1836)              | Wilhelmina van Baden (1788-1836)              |                                               |                                               | Johan Maurits graaf Hauke (1775-1830)         | Johan Maurits graaf Hauke (1775-1830)         | Johan Maurits graaf Hauke (1775-1830) | Johan Maurits graaf Hauke (1775-1830) | Johan Maurits graaf Hauke (1775-1830) | Johan Maurits graaf Hauke (1775-1830) | Sofie Lafontaine (1790-1831)   | Sofie Lafontaine (1790-1831)   | Sofie Lafontaine (1790-1831)   | Sofie Lafontaine (1790-1831)   | Sofie Lafontaine (1790-1831)   | Sofie Lafontaine (1790-1831)   |  |  | Karel van Hessen-Darmstadt (1809-1877) | Karel van Hessen-Darmstadt (1809-1877) | Karel van Hessen-Darmstadt (1809-1877) | Karel van Hessen-Darmstadt (1809-1877) | Karel van Hessen-Darmstadt (1809-1877)       | Karel van Hessen-Darmstadt (1809-1877)       | Elisabeth van Pruisen (1815-1885)            | Elisabeth van Pruisen (1815-1885)            | Elisabeth van Pruisen (1815-1885)            | Elisabeth van Pruisen (1815-1885)            | Elisabeth van Pruisen (1815-1885)               | Elisabeth van Pruisen (1815-1885)               |                                                 |                                                 | Albert van Saksen-Coburg en Gotha (1819-1861)   | Albert van Saksen-Coburg en Gotha (1819-1861)   | Albert van Saksen-Coburg en Gotha (1819-1861) | Albert van Saksen-Coburg en Gotha (1819-1861) | Albert van Saksen-Coburg en Gotha (1819-1861) | Albert van Saksen-Coburg en Gotha (1819-1861) | Victoria van het Verenigd Koninkrijk (1819-1901) | Victoria van het Verenigd Koninkrijk (1819-1901) | Victoria van het Verenigd Koninkrijk (1819-1901) | Victoria van het Verenigd Koninkrijk (1819-1901) | Victoria van het Verenigd Koninkrijk (1819-1901) | Victoria van het Verenigd Koninkrijk (1819-1901) |  |  |  |  |  |  |  |  |  |  |  |  |  |  |  |  |  |  |  |  |  |  |  |  |  |  |  |  |  |  |  |  |  |  |  |  |  |  |  |  |  |  |  |  |  |  |  |  |
|                                              |                                              |                                              |                                              |                                              |                                              |                                            |                                            |                                            |                                            |                                               |                                               |                                               |                                               |                                               |                                               |                                       |                                       |                                       |                                       |                                |                                |                                |                                |                                |                                |  |  |                                        |                                        |                                        |                                        |                                              |                                              |                                              |                                              |                                              |                                              |                                                 |                                                 |                                                 |                                                 |                                                 |                                                 |                                               |                                               |                                               |                                               |                                                  |                                                  |                                                  |                                                  |                                                  |                                                  |  |  |  |  |  |  |  |  |  |  |  |  |  |  |  |  |  |  |  |  |  |  |  |  |  |  |  |  |  |  |  |  |  |  |  |  |  |  |  |  |  |  |  |  |  |  |  |  |
|                                              |                                              |                                              |                                              | Alexander van Hessen-Darmstadt (1823-1888)   | Alexander van Hessen-Darmstadt (1823-1888)   | Alexander van Hessen-Darmstadt (1823-1888) | Alexander van Hessen-Darmstadt (1823-1888) | Alexander van Hessen-Darmstadt (1823-1888) | Alexander van Hessen-Darmstadt (1823-1888) |                                               |                                               |                                               |                                               |                                               |                                               | Julia Hauke (1825-1895)               | Julia Hauke (1825-1895)               | Julia Hauke (1825-1895)               | Julia Hauke (1825-1895)               | Julia Hauke (1825-1895)        | Julia Hauke (1825-1895)        |                                |                                |                                |                                |  |  |                                        |                                        |                                        |                                        | Lodewijk IV van Hessen-Darmstadt (1837-1892) | Lodewijk IV van Hessen-Darmstadt (1837-1892) | Lodewijk IV van Hessen-Darmstadt (1837-1892) | Lodewijk IV van Hessen-Darmstadt (1837-1892) | Lodewijk IV van Hessen-Darmstadt (1837-1892) | Lodewijk IV van Hessen-Darmstadt (1837-1892) |                                                 |                                                 |                                                 |                                                 |                                                 |                                                 | Alice van Saksen-Coburg en Gotha (1843-1878)  | Alice van Saksen-Coburg en Gotha (1843-1878)  | Alice van Saksen-Coburg en Gotha (1843-1878)  | Alice van Saksen-Coburg en Gotha (1843-1878)  | Alice van Saksen-Coburg en Gotha (1843-1878)     | Alice van Saksen-Coburg en Gotha (1843-1878)     |                                                  |                                                  |                                                  |                                                  |  |  |  |  |  |  |  |  |  |  |  |  |  |  |  |  |  |  |  |  |  |  |  |  |  |  |  |  |  |  |  |  |  |  |  |  |  |  |  |  |  |  |  |  |  |  |  |  |
|                                              |                                              |                                              |                                              | Alexander van Hessen-Darmstadt (1823-1888)   | Alexander van Hessen-Darmstadt (1823-1888)   | Alexander van Hessen-Darmstadt (1823-1888) | Alexander van Hessen-Darmstadt (1823-1888) | Alexander van Hessen-Darmstadt (1823-1888) | Alexander van Hessen-Darmstadt (1823-1888) |                                               |                                               |                                               |                                               |                                               |                                               | Julia Hauke (1825-1895)               | Julia Hauke (1825-1895)               | Julia Hauke (1825-1895)               | Julia Hauke (1825-1895)               | Julia Hauke (1825-1895)        | Julia Hauke (1825-1895)        |                                |                                |                                |                                |  |  |                                        |                                        |                                        |                                        | Lodewijk IV van Hessen-Darmstadt (1837-1892) | Lodewijk IV van Hessen-Darmstadt (1837-1892) | Lodewijk IV van Hessen-Darmstadt (1837-1892) | Lodewijk IV van Hessen-Darmstadt (1837-1892) | Lodewijk IV van Hessen-Darmstadt (1837-1892) | Lodewijk IV van Hessen-Darmstadt (1837-1892) |                                                 |                                                 |                                                 |                                                 |                                                 |                                                 | Alice van Saksen-Coburg en Gotha (1843-1878)  | Alice van Saksen-Coburg en Gotha (1843-1878)  | Alice van Saksen-Coburg en Gotha (1843-1878)  | Alice van Saksen-Coburg en Gotha (1843-1878)  | Alice van Saksen-Coburg en Gotha (1843-1878)     | Alice van Saksen-Coburg en Gotha (1843-1878)     |                                                  |                                                  |                                                  |                                                  |  |  |  |  |  |  |  |  |  |  |  |  |  |  |  |  |  |  |  |  |  |  |  |  |  |  |  |  |  |  |  |  |  |  |  |  |  |  |  |  |  |  |  |  |  |  |  |  |
|                                              |                                              |                                              |                                              |                                              |                                              |                                            |                                            |                                            |                                            | Lodewijk Alexander van Battenberg (1854-1921) | Lodewijk Alexander van Battenberg (1854-1921) | Lodewijk Alexander van Battenberg (1854-1921) | Lodewijk Alexander van Battenberg (1854-1921) | Lodewijk Alexander van Battenberg (1854-1921) | Lodewijk Alexander van Battenberg (1854-1921) |                                       |                                       |                                       |                                       |                                |                                |                                |                                |                                |                                |  |  |                                        |                                        |                                        |                                        |                                              |                                              |                                              |                                              |                                              |                                              | Victoria Maria van Hessen-Darmstadt (1863–1950) | Victoria Maria van Hessen-Darmstadt (1863–1950) | Victoria Maria van Hessen-Darmstadt (1863–1950) | Victoria Maria van Hessen-Darmstadt (1863–1950) | Victoria Maria van Hessen-Darmstadt (1863–1950) | Victoria Maria van Hessen-Darmstadt (1863–1950) |                                               |                                               |                                               |                                               |                                                  |                                                  |                                                  |                                                  |                                                  |                                                  |  |  |  |  |  |  |  |  |  |  |  |  |  |  |  |  |  |  |  |  |  |  |  |  |  |  |  |  |  |  |  |  |  |  |  |  |  |  |  |  |  |  |  |  |  |  |  |  |
|                                              |                                              |                                              |                                              |                                              |                                              |                                            |                                            |                                            |                                            | Lodewijk Alexander van Battenberg (1854-1921) | Lodewijk Alexander van Battenberg (1854-1921) | Lodewijk Alexander van Battenberg (1854-1921) | Lodewijk Alexander van Battenberg (1854-1921) | Lodewijk Alexander van Battenberg (1854-1921) | Lodewijk Alexander van Battenberg (1854-1921) |                                       |                                       |                                       |                                       |                                |                                |                                |                                |                                |                                |  |  |                                        |                                        |                                        |                                        |                                              |                                              |                                              |                                              |                                              |                                              | Victoria Maria van Hessen-Darmstadt (1863–1950) | Victoria Maria van Hessen-Darmstadt (1863–1950) | Victoria Maria van Hessen-Darmstadt (1863–1950) | Victoria Maria van Hessen-Darmstadt (1863–1950) | Victoria Maria van Hessen-Darmstadt (1863–1950) | Victoria Maria van Hessen-Darmstadt (1863–1950) |                                               |                                               |                                               |                                               |                                                  |                                                  |                                                  |                                                  |                                                  |                                                  |  |  |  |  |  |  |  |  |  |  |  |  |  |  |  |  |  |  |  |  |  |  |  |  |  |  |  |  |  |  |  |  |  |  |  |  |  |  |  |  |  |  |  |  |  |  |  |  |
|                                              |                                              |                                              |                                              |                                              |                                              |                                            |                                            |                                            |                                            |                                               |                                               |                                               |                                               |                                               |                                               |                                       |                                       |                                       |                                       |                                |                                |                                |                                |                                |                                |  |  |                                        |                                        |                                        |                                        |                                              |                                              |                                              |                                              |                                              |                                              |                                                 |                                                 |                                                 |                                                 |                                                 |                                                 |                                               |                                               |                                               |                                               |                                                  |                                                  |                                                  |                                                  |                                                  |                                                  |  |  |  |  |  |  |  |  |  |  |  |  |  |  |  |  |  |  |  |  |  |  |  |  |  |  |  |  |  |  |  |  |  |  |  |  |  |  |  |  |  |  |  |  |  |  |  |  |
|                                              |                                              |                                              |                                              |                                              |                                              |                                            |                                            |                                            |                                            |                                               |                                               |                                               |                                               |                                               |                                               |                                       |                                       |                                       |                                       |                                |                                |                                |                                |                                |                                |  |  |                                        |                                        |                                        |                                        |                                              |                                              |                                              |                                              |                                              |                                              |                                                 |                                                 |                                                 |                                                 |                                                 |                                                 |                                               |                                               |                                               |                                               |                                                  |                                                  |                                                  |                                                  |                                                  |                                                  |  |  |  |  |  |  |  |  |  |  |  |  |  |  |  |  |  |  |  |  |  |  |  |  |  |  |  |  |  |  |  |  |  |  |  |  |  |  |  |  |  |  |  |  |  |  |  |  |
|                                              |                                              |                                              |                                              |                                              |                                              |                                            |                                            |                                            |                                            |                                               |                                               | Alice van Battenberg (1885-1969)              | Alice van Battenberg (1885-1969)              | Alice van Battenberg (1885-1969)              | Alice van Battenberg (1885-1969)              | Alice van Battenberg (1885-1969)      | Alice van Battenberg (1885-1969)      |                                       |                                       | Louise Mountbatten (1889-1965) | Louise Mountbatten (1889-1965) | Louise Mountbatten (1889-1965) | Louise Mountbatten (1889-1965) | Louise Mountbatten (1889-1965) | Louise Mountbatten (1889-1965) |  |  | George Mountbatten (1892-1938)         | George Mountbatten (1892-1938)         | George Mountbatten (1892-1938)         | George Mountbatten (1892-1938)         | George Mountbatten (1892-1938)               | George Mountbatten (1892-1938)               |                                              |                                              | Louis Mountbatten (1900-1979)                | Louis Mountbatten (1900-1979)                | Louis Mountbatten (1900-1979)                   | Louis Mountbatten (1900-1979)                   | Louis Mountbatten (1900-1979)                   | Louis Mountbatten (1900-1979)                   |                                                 |                                                 |                                               |                                               |                                               |                                               |                                                  |                                                  |                                                  |                                                  |                                                  |                                                  |  |  |  |  |  |  |  |  |  |  |  |  |  |  |  |  |  |  |  |  |  |  |  |  |  |  |  |  |  |  |  |  |  |  |  |  |  |  |  |  |  |  |  |  |  |  |  |  |

- Bibsys: 90183538
- Bibliothèque nationale de France: cb11917073z (data)
- Catàleg d'autoritats de noms i títols de Catalunya: 981058614553706706
- CiNii: DA05872912
- Gemeinsame Normdatei: 118584561
- International Standard Name Identifier: 0000 0001 1060 5263
- Library of Congress Control Number: n79145174
- National Archives and Records Administration: 10582128
- Nationale bibliotheek van Australië: 35218512
- Nationale Bibliotheek van Israël: 987007265501605171
- Nationale Bibliotheek van Polen: a0000002648222
- Nederlandse Thesaurus van Auteursnamen: 06958124X
- Istituto Centrale per il Catalogo Unico: UBOV530117
- LIBRIS: 206496
- Système universitaire de documentation: 027040879
- Trove: 869985
- Virtual International Authority File: 46765217
- WorldCat: E39PBJw4CmghpBQMtD77kjrTHC